# HMGN4
HMGN4 (англ. High mobility group nucleosomal binding domain 4) – білок, який кодується однойменним геном, розташованим у людей на короткому плечі 6-ї хромосоми. Довжина поліпептидного ланцюга білка становить 90 амінокислот, а молекулярна маса — 9 539.
| 10         |  | 20         |  | 30         |  | 40         |  | 50         |
| ---------- |  | ---------- |  | ---------- |  | ---------- |  | ---------- |
| MPKRKAKGDA |  | KGDKAKVKDE |  | PQRRSARLSA |  | KPAPPKPEPR |  | PKKASAKKGE |
| KLPKGRKGKA |  | DAGKDGNNPA |  | KNRDASTLQS |  | QKAEGTGDAK |  |            |

A: Аланін

D: Аспарагінова кислота

E: Глутамінова кислота

G: Гліцин

K: Лізин

L: Лейцин

M: Метіонін

N: Аспарагін

P: Пролін

Q: Глутамін

R: Аргінін

S: Серин

T: Треонін

Кодований геном білок за функцією належить до фосфопротеїнів. 
Задіяний у такому біологічному процесі, як ацетилювання. 
Білок має сайт для зв'язування з ДНК. 
Локалізований у ядрі.